# Siachen-Konflikt

Gebietsansprüche in Kaschmir:

Als Siachen-Konflikt, auch Siachen-Krieg genannt, bezeichnet man eine bewaffnete Auseinandersetzung zwischen Indien und Pakistan in der umstrittenen Region Kaschmir. Sie begann am 13. April 1984 mit der Besetzung des Siachen Muztaghs und des Siachengletschers durch indisches Militär (Operation Meghdoot). Da es sich bei dem umkämpften Gebiet im Hochgebirge um eine der kältesten Regionen der Welt handelt, in der die Temperaturen auf −40 °C und darunter fallen können, finden sich in Medien auch Bezeichnungen wie The Coldest War (deutsch: Der kälteste Krieg) und „das höchstgelegene Schlachtfeld der Welt“.

## Vorgeschichte

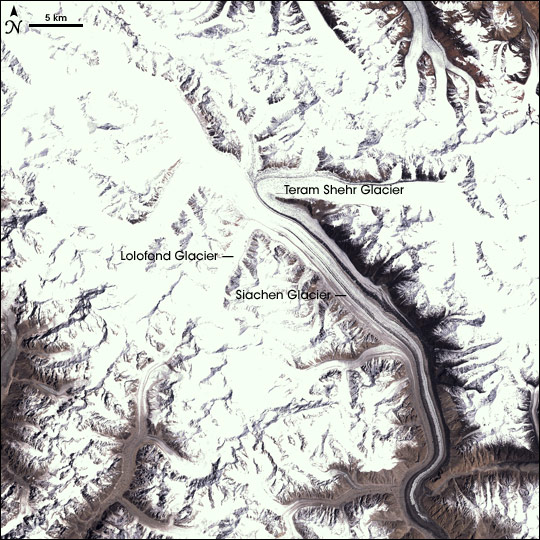
Satellitenaufnahme des Siachen-Gletschers

Die Wurzeln dieser kriegerischen Auseinandersetzung liegen im Kaschmir-Konflikt, den die Staaten von Indien und Pakistan seit 1947 austragen. In der Region selbst hielten jedoch weder Pakistan noch Indien eine anhaltende militärische oder administrative Präsenz vor.
Als sich in den 1970er und frühen 1980er Jahren das Interesse der Bergsteiger an der Ersteigung der Berge der Siachen-Region entwickelte, erlaubte Pakistan 16 Expeditionen über den Siachen-Gletscher: elf aus Japan, drei aus Österreich und je eine aus Großbritannien und den Vereinigten Staaten von Amerika. Als die indische Presse darüber berichtete, dass diese Expeditionen von Offizieren der Streitkräfte Pakistans begleitet werden, gab es einen ersten Hinweis in einem Presseartikel im indischen The Telegraph Calcutta im Jahre 1982, dass die Angelegenheit zu einem Konflikt führen könnte. Dieser Artikel erschien im Jahre 1984 als Artikel „Oropolitics“ im Alpine Journal, London. Der Begriff Oropolitics bedeutet „Bergsteigen mit politischen Absichten“. Indien erlaubte damals ebenso Expeditionen von Bergsteigern, sofern diese von seinem Gebiet aus in die Region starteten. Darüber hinaus führte die indische Armee selbst eine Expedition unter Führung von Oberst N. Kumar durch, die den Teram Kangri erstieg.
Die Behörden in Pakistan erlaubten im Jahre 1984 einer japanischen Expedition die Besteigung des Rimo I, der östlich des Siachengletschers im von der Volksrepublik China beanspruchten Teils Kaschmirs liegt, den Indien ebenfalls für sich reklamiert. Da Pakistan arktistaugliche Bekleidung beim gleichen Lieferanten bezog, bei dem auch die Inder bestellt hatten, blieb dies in Indien nicht verborgen. Da China im Kaschmir-Konflikt die pakistanische Position unterstützte, schlossen die indischen Streitkräfte, dass Pakistan dort entweder eine militärstrategische Position beziehen oder einen Handelsweg aus dem Nordosten Pakistans ins südwestliche China bauen wolle.

## Besetzung
Da die indische Aufklärung für den 17. April einen pakistanischen Vorstoß in das Gebiet erwartete, begann Indien am 13. April 1984 die Operation Meghdoot unter dem Kommando von Generalleutnant Hoon, dem Kommandeur des Indian Army Northern Command, das in Udhampur im Bundesstaat Jammu und Kashmir stationiert ist. Militär- und paramilitärische Kräfte aus dem nördlich angrenzenden Ladakh bezogen Stellungen in der Nähe des Gletschers. Die indischen Truppen hatten bereits im Jahre 1982 ein Training in der Antarktis absolviert.
Mit Hubschraubern der Luftstreitkräfte wurden Personal und Ausrüstung auf den Gletscher transportiert, die Soldaten bezogen strategische Positionen auf den Bergen und Bergpässen. Als die Pakistaner versuchten ihre Truppen in dieses Gebiet zu dislozieren, stellten sie fest, dass die Inder die wichtigsten Bergpässe auf dem Saltoro-Berge westlich des Siachen-Gletscher besetzt hatten; es gelang ihnen lediglich die westlichen Anhänge der Saltoro-Berge zu besetzen. Indien hält zwei Drittel des Gletschers und zwei der drei Gebirgspässe dieses Gebiets besetzt, darunter mit dem Kardung-La-Pass einen der höchsten befahrbaren Gebirgspässe. Pakistan hält den Berg Gyong Kangri besetzt und beherrscht damit das Shyok- und das Nubra-Tal.
Die Verluste an Menschenleben der Operation Meghdoot sind nicht bekannt. Der Präsident von Pakistan, General Pervez Musharraf, gab in seinen Memoiren an, dass Pakistan durch diese Operation 900 km² seines Staatsgebiets verloren habe. Laut der TIME habe Indien etwa 1000 km² von Pakistan hinzugewonnen.
Die Kampfzone bildet ein Dreieck von der Koordinate NJ 9842 bis zum Indira Col und Karakorumpass. Die Koordinate wurde im Shimla-Abkommen festgelegt, sie endet am Rande des Siachen-Gletschers etwa 100 km von der chinesischen Grenze entfernt.

## Kämpfe
Seit 1984 versuchte Pakistan mit wenig Erfolg, die indischen Streitkräfte zu vertreiben. Es wurden 40 Angriffe der Pakistaner vor allem in den Jahren 1990, 1995, 1996 und 1999 durchgeführt, wobei es ihnen 1996 gelang, einen indischen Hubschrauber abzuschießen. Diese Angriffe änderten den Status quo nicht, die Front blieb unverändert. Der bekannteste Angriff wurde 1987 vom späteren Staatspräsidenten Pervez Musharraf mit pakistanischen Spezialkräften durchgeführt, die von US-amerikanischen Spezialstreitkräften unterstützt wurden. Diese Spezialtruppe von 8000 Mann wurde in Khaplu gebildet. Sie eroberten den Bilafond-La-Pass, wurden aber im Kampf Mann gegen Mann wieder auf ihre ursprüngliche Position zurückgeworfen.
Indien zeichnete den Offizier Bana Singh mit einer Medaille aus, nachdem er durch das Erklimmen einer 457 m hohen Eiswand  einen wichtigen strategischen pakistanischen Posten auf 6.700 Metern Höhe erobert hatte. Die letzte große Auseinandersetzung fand am 4. September 1999 statt, als die Pakistaner auf indische Soldaten, die sich den Abhängen des Turtuk bewegten, mit Kanonen schossen und dabei neun indische Soldaten töteten.
Bis ins Jahr 2003 fanden Artilleriegefechte zwischen beiden Seiten statt.

## Verhandlungen
Seit 2005 verhandeln beide Staaten über den Grenzverlauf auf dem Siachen-Gletscher; sind allerdings noch zu keinem Ergebnis gekommen.
Die nicht festgeschriebene Grenzlinie verläuft zwischen den beiden Landesteilen in der Mitte des Gletschers. Indien besteht auf einem Abkommen vor einem Truppenabzug, während Pakistan auf dem Rückzug beider Armeen auf die Positionen besteht, die diese innehatten, bevor die indische Armee den größeren Teil des Gletschers besetzte.
Im Siachen-Konflikt verloren etwa 1000 indische und 1300 pakistanische Soldaten ihr Leben, andere Quellen gehen von insgesamt 4000 getöteten Soldaten aus. Die Verluste an Menschen resultieren weniger aus kämpferischen Auseinandersetzungen als durch die Umstände wie Höhenkrankheit, Kälte und Lawinen, die in derartigen Höhenlagen herrschen. 2013 starben 10 indische Soldaten durch Lawinen, 2014 waren es acht und 2015 neun. In den ersten beiden Monaten des Jahres 2016 verloren 14 Soldaten ihr Leben auf dem Gletscher.
Nach Angaben des Spiegels hat der Konflikt Indien bis 2005 zehn Milliarden und Pakistan sieben Milliarden Dollar gekostet.

## Aktuelle Entwicklung
Seit dem Herbst 2007 erlaubt Indien Bergsteigern die Siachen-Region zu begehen. Es wird angenommen, dass Indien international zeigen will, dass es alle bedeutenden Höhen in der Saltoro-Region westlich des Siachen-Gletschers hält. Pakistan erlaubt ebenso Expeditionen in das Gebiet unter Beteiligung eines Offiziers. Pakistan protestiert seither nicht mehr bei einer Durchführung von Trekking- und Bergsteiger-Expeditionen aus Indien.
Indien plant einen Flugservice von ihrer Militärbasis in Thoise und in Pakistan fliegen Trekker und Bergsteiger nach Skardu, damit sie den K2 erreichen bzw. besteigen können, der 33 km vom Siachengebiet entfernt liegt.
Der K2 ist der höchste Berg im Karakorum. Er ist mit 8611 Metern der zweithöchste Berg der Erde und gilt unter Bergsteigern als weit anspruchsvoller als der Mount Everest, vielen sogar als der schwierigste aller vierzehn Achttausender.
Indien bedient einen der höchsten Landeplätze für Hubschrauber auf 6.400 m und installierte die höchste Telefonzelle für seine Soldaten auf dem Siachen-Gletscher, damit diese mit ihren Familien in Verbindung treten können.
Durch ein schweres Lawinenunglück am Gletscher – eine Lawine begrub am 7. April 2012 ein pakistanisches Camp und verschüttete etwa 100 Soldaten – wurde die internationale Aufmerksamkeit auf diesen höchsten Kampfschauplatz der Welt gerichtet.

## Ökologie
Seit 1984 haben die indischen Streitkräfte auf dem Gletscher Bunker ins Eis gegraben, Hubschrauberlandeplätze und das Siachen-Basislager sowie weitere Anlagen gebaut. Bei diesem Eingriff in den Siachen-Gletscher hinterlassen sie Tonnen von Chemikalien, metallische und organische Reste. Durch eine unberührte und eine sich nach Eingriffen schwer regenerierende Hochgebirgslandschaft bauten die Inder eine 598 Kilometer lange Straße aus Leh in Ladakh zum Gletscher, auf der die Öltanker und andere Transportfahrzeuge fahren. Im Gletscher befindet sich eine 120 km lange Öl-Pipeline zum Beheizen der Iglus, zum Warmhalten der Waffen und um Eis zu Trinkwasser zu schmelzen. Nach Auffassung des Hydrologen Arshad H. Abbasi, dem früheren Leiter der Planning Commission of Pakistan und jetzigen Beraters des Sustainable Development Policy Institute in Islamabad, haben die Truppen auf beiden Seiten nach 25 Jahren Aufenthalt irreparable Schäden an der biologischen Vielfalt, Ökologie und Hydrologie verursacht. Der Siachen-Gletscher sei nach Abbasi für Südasien und insbesondere für China, Pakistan und Indien ein Klimaregulator und eine ökologische Ressource; und diese sei bedroht. Der Gletscher ist mit seinem Schmelzwasser eine wichtige Voraussetzung für das Leben der weiter talwärts lebenden Menschen. Der Siachen-Gletscher habe mit 25 Prozent Verlust seiner Eismasse in den letzten 25 Jahren den größten Verlust aller Gletscher im Himalaya zu verzeichnen.

## Bewertung
Es gibt unterschiedliche Bewertungen dieser militärischen Operation. Eine Betrachtung geht davon aus, dass nichtstrategisches Land besetzt wurde und die Maßnahme lediglich symbolischen Charakter habe. Eine andere Bewertung hält die Höhen der Saltoro-Berge auf der Westseite des Gletschers für taktisch bedeutsam, da die indische Armee den mehr als 70 Kilometer langen Gletscher wie auch die benachbarten Hochgebirgspässe, wie den Sia-La-Pass, Bilafond-La-Pass und Gyong-La-Pass kontrollieren kann. Andererseits wird auf die hohen Kosten der Stationierung hingewiesen. Eine andere Annahme geht davon aus, dass Indien befürchtete, dass der Zugang nach Ladakh über den südlich gelegenen Karakorumpass für sie blockiert werden könnte und Indien deshalb die Operation Meghdoot einleitete. Eine Meinung berücksichtigt, dass die politischen Beziehungen von Indien und China seinerzeit angespannt waren und Indien das Gebiet um den Siachen als unüberwindliche Barriere betrachtete. Mittlerweile hat sich das politische Verhältnis zu China entspannt und die Berge und die Gletscher werden nicht mehr als Bastion gegen China benötigt. Die Beziehungen von China und Pakistan sind seit langer Zeit kooperativ und unbelastet.
Seit 2009 liegt ein schriftliches Konzept zur Demilitarisierung der Konfliktzone am Siachen-Gletscher vor. In einem weiteren Plan wird ein Siachen-Peace-Park vorgeschlagen, ein Konzept der Transboundery-Park-Initiativen.
2016 wurde vom indischen Verteidigungsminister Manohar Parikar erklärt, dass es keine Pläne gäbe die Truppen von dem Gletscher zurückzuziehen, da man der pakistanischen Seite nicht vertraue die Situation nicht für sich auszunutzen. Der indische Premierminister Manmohan Singh hatte 2005 vorgeschlagen, dass beide Seiten auch ohne ein Übereinkommen zum Grenzverlauf ihre Truppen zurückziehen sollten und der Berg zu einem ‚Friedensberg‘ werden solle.